# فهرست پررفت‌وآمدترین فرودگاه‌ها در آمریکای جنوبی
این مقاله شامل فهرست پررفت‌وآمدترین فرودگاه‌ها در آمریکای جنوبی است.

## ۲۰۱۰

### پررفت‌وآمدترین فرودگاه‌ها در آمریکای جنوبی بر پایه جابه‌جایی مسافر
| رتبه | فرودگاه                                        | مکان          | مسافران    | تغییر سالانه |
| ---- | ---------------------------------------------- | ------------- | ---------- | ------------ |
| ۱    | فرودگاه بین‌المللی سائو پائولوگوارولخس          | سائوپائولو    | ۲۶٬۷۷۴٬۵۴۶ | ۲۳٫۲%        |
| ۲    | فرودگاه بین‌المللی ال دورادو                    | بوگوتا        | ۱۸٬۹۳۴٬۲۰۳ | ۲۷٬۱%        |
| ۳    | فرودگاه کونگونهاس-سائو پاوئولو                 | سائوپائولو    | ۱۵٬۴۸۱٬۳۷۰ | ۱۳%          |
| ۴    | فرودگاه بین‌المللی برازیلیا                     | برازیلیا      | ۱۴٬۱۴۹٬۳۰۶ | ۱۵٫۸%        |
| ۵    | فرودگاه بین‌المللی ریو دوژانیرو گالیائو         | ریو د ژانیرو  | ۱۲٬۲۲۹٬۵۱۳ | ۳٫۴%         |
| ۶    | فرودگاه بین‌المللی کومودورو ارتورو مرینو بنیتز  | سانتیاگو      | ۱۱٬۰۶۴٬۴۸۷ | ۲۲٬۶%        |
| ۷    | فرودگاه بین‌المللی خورخه چاوز                   | لیما          | ۱۰٬۲۷۸٬۴۹۳ | ۱۶٬۹%        |
| ۸    | فرودگاه بین‌المللی سیمون بولیوار (ونزویلا)      | کاراکاس       | ۸٬۸۳۰٬۶۸۸  | ۰٬۶%         |
| ۹    | فرودگاه بین‌المللی ماریسکال سوکره               | کیتو          | ۸٬۹۵۶٬۰۲۲  | ۱۲٬۸%        |
| ۱۰   | فرودگاه بین‌المللی مینیسترو پیستارینی           | بوئنوس آیرس   | ۸٬۷۸۶٬۸۰۷  | ۱۰٬۹%        |
| ۱۱   | فرودگاه سانتوس دومنت                           | ریو د ژانیرو  | ۷٬۸۰۵٬۳۸۷  | ۵۳%          |
| ۱۲   | فرودگاه بین‌المللی دپوتادو لوئیس ادواردو مگاهاس | سالوادور      | ۷٬۵۴۰٬۲۹۸  | ۶٫۹%         |
| ۱۳   | محله هوایی یورگ نوبری                          | بوئنوس آیرس   | ۷٬۵۵۸٬۱۴۹  | ۱۶٬۴%        |
| ۱۴   | فرودگاه بین‌المللی تانکردو نوس                  | بلو هوریزونته | ۷٬۲۶۱٬۰۴۱  | ۲۹٫۳%        |
| ۱۵   | فرودگاه بین‌المللی سلگدو فیلهو                  | پورتو الگره   | ۶٬۶۷۶٬۲۱۶  | ۱۹%          |

## ۲۰۰۹

### پررفت‌وآمدترین فرودگاه‌ها در آمریکای جنوبی بر پایه جابه‌جایی مسافر
| رتبه | فرودگاه                                        | مکان          | مسافران    | تغییر سالانه |
| ---- | ---------------------------------------------- | ------------- | ---------- | ------------ |
| ۱    | فرودگاه بین‌المللی سائو پائولوگوارولخس          | سائوپائولو    | ۲۱٬۷۲۷٬۶۴۲ | ۶٫۵%         |
| ۲    | فرودگاه بین‌المللی ال دورادو                    | بوگوتا        | ۱۴٬۸۹۹٬۱۹۹ | ۱۰٫۷%        |
| ۳    | فرودگاه کونگونهاس-سائو پاوئولو                 | سائوپائولو    | ۱۳٬۶۹۹٬۶۵۷ | ۰٫۲%         |
| ۴    | فرودگاه بین‌المللی برازیلیا                     | برازیلیا      | ۱۲٬۲۱۳٬۸۲۵ | ۱۶٫۹%        |
| ۵    | فرودگاه بین‌المللی ریو دوژانیرو گالیائو         | ریو د ژانیرو  | ۱۱٬۸۲۸٬۶۵۶ | ۱۰٫۳%        |
| ۶    | فرودگاه بین‌المللی کومودورو ارتورو مرینو بنیتز  | سانتیاگو      | ۹٬۰۲۴٬۶۱۱  | ۰٫۱%         |
| ۷    | فرودگاه بین‌المللی خورخه چاوز                   | لیما          | ۸٬۷۸۶٬۹۷۳  | ۶٫۰%         |
| ۸    | فرودگاه بین‌المللی سیمون بولیوار (ونزویلا)      | کاراکاس       | ۸٬۷۷۳٬۴۶۱  | ۲٫۲%         |
| ۹    | فرودگاه بین‌المللی مینیسترو پیستارینی           | بوئنوس آیرس   | ۷٬۹۲۴٬۷۵۹  | ۱٫۱%         |
| ۱۰   | فرودگاه بین‌المللی ماریسکال سوکره               | کیتو          | ۷٬۹۰۰٬۲۵۶  | ۰٬۵%         |
| ۱۱   | فرودگاه بین‌المللی دپوتادو لوئیس ادواردو مگاهاس | سالوادور      | ۷٬۰۵۲٬۷۲۰  | ۱۷٫۲%        |
| ۱۲   | محله هوایی یورگ نوبری                          | بوئنوس آیرس   | ۶٬۴۸۹٬۰۶۶  | ۱۴٫۱%        |
| ۱۳   | فرودگاه بین‌المللی تانکردو نوس                  | بلو هوریزونته | ۵٬۶۱۷٬۱۷۱  | ۸٫۲%         |
| ۱۴   | فرودگاه بین‌المللی سلگدو فیلهو                  | پورتو الگره   | ۵٬۶۰۷٬۷۰۳  | ۱۳٫۷%        |
| ۱۵   | فرودگاه ریکایف                                 | ریسیف         | ۵٬۲۵۰٬۵۶۵  | ۱۲٫۲%        |

## ۲۰۰۸

### پررفت‌وآمدترین فرودگاه‌ها در آمریکای جنوبی بر پایه جابه‌جایی مسافر
| رتبه | فرودگاه                                       | مکان         | مسافران    | تغییر سالانه |
| ---- | --------------------------------------------- | ------------ | ---------- | ------------ |
| ۱    | فرودگاه بین‌المللی سائو پائولوگوارولخس         | سائوپائولو   | ۲۰٬۴۰۰٬۳۰۴ | ۸٫۵۴%        |
| ۲    | فرودگاه کونگونهاس-سائو پاوئولو                | سائوپائولو   | ۱۳٬۶۷۲٬۳۰۱ | ۱۰٫۴۳%       |
| ۳    | فرودگاه بین‌المللی ال دورادو                   | بوگوتا       | ۱۳٬۴۵۶٬۳۳۱ | ۴٫۹۰%        |
| ۴    | فرودگاه بین‌المللی ریو دوژانیرو گالیائو        | ریو د ژانیرو | ۱۰٬۷۱۷٬۱۲۰ | ۳٫۵۲%        |
| ۵    | فرودگاه بین‌المللی برازیلیا                    | برازیلیا     | ۱۰٬۴۴۳٬۳۹۳ | ۶٫۰۸%        |
| ۶    | فرودگاه بین‌المللی کومودورو ارتورو مرینو بنیتز | سانتیاگو     | ۹٬۰۱۷٬۷۱۸  | ۷٫۳۸%        |
| ۷    | فرودگاه بین‌المللی سیمون بولیوار (ونزویلا)     | کاراکاس      | ۸٬۹۷۵٬۸۹۷  | ۷٬۴%         |
| ۸    | فرودگاه بین‌المللی خورخه چاوز                  | لیما         | ۸٬۲۸۵٬۶۸۸  | ۱۰٫۴%        |
| ۹    | فرودگاه بین‌المللی مینیسترو پیستارینی          | بوئنوس آیرس  | ۸٬۰۱۲٬۷۹۴  | ۷٫۰۱%        |
| ۱۰   | فرودگاه بین‌المللی ماریسکال سوکره              | کیتو         | ۶٬۲۷۴٬۹۲۲  | ۱۰٬۱%        |

### پررفت‌وآمدترین فرودگاه‌ها در آمریکای جنوبی بر پایه تعداد پروازها[۳]
| رتبه | فرودگاه                                       | مکان         | مسافران | تغییر سالانه |
| ---- | --------------------------------------------- | ------------ | ------- | ------------ |
| ۱    | فرودگاه بین‌المللی ماریسکال سوکره              | کیتو         | ۳۰۰٬۵۶۰ | ۱۴٬۳۱%       |
| ۲    | فرودگاه بین‌المللی ال دورادو                   | بوگوتا       | ۲۴۸٬۸۱۶ | ۷٫۰۷%        |
| ۳    | فرودگاه بین‌المللی سائو پائولوگوارولخس         | سائوپائولو   | ۱۹۴٬۱۸۴ | ۳٫۳۱%        |
| ۴    | فرودگاه کونگونهاس-سائو پاوئولو                | سائوپائولو   | ۱۸۶٬۳۵۳ | ۹٫۳۵%        |
| ۵    | فرودگاه بین‌المللی برازیلیا                    | برازیلیا     | ۱۴۱٬۴۷۷ | ۱۱٫۵۲%       |
| ۶    | فرودگاه بین‌المللی ریو دوژانیرو گالیائو        | ریو د ژانیرو | ۱۳۰٬۵۹۷ | ۸٫۹۳%        |
| ۷    | فرودگاه بین‌المللی کومودورو ارتورو مرینو بنیتز | سانتیاگو     | ۱۰۴٬۰۰۰ | ۸٫۹۹%        |
| ۸    | فرودگاه کمپو مارته                            | سائوپائولو   | ۱۰۲٬۰۸۸ | ۹٫۲%         |
| ۹    | فرودگاه بین‌المللی خورخه چاوز                  | لیما         | ۹۸٬۷۳۴  | ۶٫۳%         |